# Nithyananda
Arunachalam Rajasekaran (Tiruvannamalai, Tamil Nadu, 1 de enero de 1978), conocido popularmente como Nithyananda o Paramahamsa Nithyananda, es un gurú hindú indio de la doctrina Advaita Vedanta, autoproclamado dios. Sus discípulos afirman que es un Avatar —una deidad reencarnada (llamada Mahasadashiva)—, y por ello se refieren a él agregando varios títulos honoríficos, como «Su Santidad Sr. Nithyananda», y «Swami-ji Nithyananda». Es el fundador de Nithyananda Dhyanapeetam, una organización religiosa cuya sede central se encuentra en India, pero que posee devotos en una escala internacional mucho más grande, con templos, gurukulas y áshrams en muchos países. Varias controversias legales que implican a Nithyananda —tanto en rol de acusado como de acusador— han aparecido en la prensa india y ocasionalmente en la prensa internacional; muchas todavía permaneciendo irresolutas hasta marzo de 2023. En 2020 anunció la fundación de un estado soberano llamado Kailaasa, el cual no tiene reconocimiento internacional actualmente.

## Primeros años
Nithyananda nació con el nombre de Arunachalam Rajasekaran, en Tiruvannamalai, en el estado de Tamil Nadu en el sur de la India. Su padre se llama Arunachalam y su madre Lokanayaki. Las fuentes de conflicto surgen en cuanto a su fecha de nacimiento, incluso en documentos oficiales proporcionados por Nithyananda. Tanto su pasaporte como una visa de visitante de Estados Unidos del 2003 proveen una fecha de nacimiento del 13 de marzo de 1977, mientras que en 2010 los documentos de la Corte Suprema del Estado de Karnataka mostraron una fecha del 1 de enero de 1978.

## Actividades
Nithyananda Dhyanapeetam, una organización religiosa fundada por Nithyananda, es anfitriona regular de acontecimientos culturales relacionados con el Hinduismo en los Estados Unidos. También han logrado dos récords Guinness, uno en yoga de cuerda y uno en yoga de palo (mallakhamba).
La organización Swami de Nithyananda proclama que él y los discípulos que alberga poseen poderes espirituales, incluyendo el despertar de la kundalini y el despertar del tercer ojo. Ha exclamado que hay 400 poderes espirituales extraordinarios los cuales pueden ser expresados por humanos y ha dicho que inició a sus discípulos en el camino del Diksha a aprender 60 de tales poderes. Él y sus seguidores exclaman ser capaces de realizar fenómenos paranormales como percepción extrasensorial, materialización, visión de Rayos X, visión de distancia, y capacidad de encontrar objetos perdidos. Sus discursos han reunido una extendida recepción negativa por los medios de comunicación.
En febrero de 2013, le fue conferido el título de Mahamandaleshwar por Panchayati Mahanirvani Akhara en una ceremonia cerrada.

## Controversias

### Vídeo sexual
En 2010, TV Sol mostró una filmación en la que supuestamente aparecían el gurú junto a la actriz y seguidora Ranjitha manteniendo relaciones sexuales, lo cual desencadenó una ola de críticas hacia Nithyananda. Aunque maestro y discípula aseguraron que el vídeo era una falsificación, el Laboratorio de Ciencias Forenses en Bengaluru confirmó que Nithyananda y Ranjitha eran efectivamente las dos personas mostradas en la cinta.
El ex chofer de Nithyananda, Lenin Karuppan, produjo la cinta al filmar a su gurú y a Ranjitha subrepticiamente. Karuppan integraba el círculo íntimo de Nithyananda. En un reportaje de mediados de julio de 2010, el chofer aseguró haberle confesado a su maestro espiritual la razón por la que lo filmó: aunque se consideraba un discípulo sincero y fiel del gurú, el hecho de verlo repetidamente compartir la intimidad sexual con diversas mujeres le terminó arrebatando la fe que le tenía.

### Acusación de violación
Fue acusado de violar a un discípulo en un período cercano a los cinco años, durante su estancia en el ashram. En junio de 2018, un tribunal de Karnataka incluyó cargos en contra de Nithyananda. Afronta juicio bajo las Secciones 376 (violación), 377 (sexo antinatural), 420 (engaño), 114 (complicidad), 201 (desaparición de evidencia dando información falsa), 120B (asociación ilícita), y otros cargos bajo el Código Penal de la India. 
Junto con Nithyananda, varios socios del ashram también enfrentan cargos en este caso. Todos los acusados se declararon inocentes excepto uno que estuvo ausente en el tribunal.

### Muerte en el Ashram
Sangeetha Arjunan (Alias Ma Nithya Turiyateetananda, de Trichy en Tamil Nadu), una sanyasi(discípulo) de 24 años, que trabajando como la cabeza de Nithyananda en el departamento de computación de la organización, murió bajo "circunstancias" misteriosas el 28–29 de diciembre de 2014 en el ashram en Bidadi, Karnataka, después de una hospitalización el 28 de diciembre.sanyasi
Nithyananda y sus devotos han declarado que la mujer aparentemente padeció un ataque de corazón (paro cardiorrespiratorio). Su madre, Jansi Rani, negó que Arjuna haya sufrido cualquier dolencia cardíaca y ha alegado negligencia por parte de las autoridades del ashram (incluyendo abuso físico) como también una subsiguiente investigación de baja calidad por la policía.
Ella reclamó a la Corte Suprema de Karnataka, acusando al gobierno estatal de obstruir la investigación, pidiendo una reinvestigación completa. Justice Aravind Kumar, abrió una investigación en mayo de 2018 al fracasar la policía de Bidadi en investigar correctamente la muerte de la mujer. El tribunal recomendó referir la investigación de la muerte a la Agencia Central de Investigación (CBI),
El sitio web de Nithyananda ha emitido un comunicado de prensa negando las acusaciones, afirmando que «fuentes anónimas» del hospital confirmaron una muerte natural y afirmando que su familia tenía un historial de problemas de corazón.